# Takada Masao
Takada Masao (jap. 高田 正夫) war ein japanischer Fußballspieler.

## Nationalmannschaft
1925 debütierte Takada für die japanische Fußballnationalmannschaft. Takada bestritt zwei Länderspiele. Mit der japanischen Nationalmannschaft qualifizierte er sich für die Far Eastern Championship Games 1925.